# روبرت كارلسون (لاعب غولف)
روبرت كارلسون (بالسويدية: Robert Karlsson)‏ هو لاعب غولف سويدي، ولد في 3 سبتمبر 1969 في Katrineholm ‏ في السويد.

## وصلات خارجية
- روبرت كارلسون على موقع رابطة لاعبي الغولف المحترفين (الإنجليزية)
- روبرت كارلسون على موقع رابطة أوروبا للاعبي الغولف المحترفين (الإنجليزية)
- روبرت كارلسون على موقع التصنيف العالمي الرسمي للغولف (الإنجليزية)